# マグヌス・ワーミング
- マグナス・ワルミング

マグヌス・ワーミング（Magnus Warming , 2000年6月8日 - 男性）は、デンマーク・シェラン地域ニュクービン・ファルスタ出身のサッカー選手。SKブラン所属。ポジションはMF。

## クラブ経歴
ニュークビンFCのユースアカデミーを経て、2015年6月にブレンビーIFのユースアカデミーに入所。2017年5月に16歳でトップチームに昇格、同月21日のスナユスケ・フッボルト戦で、当時16歳346日のチーム史上最年少の若さでプロデビュー。その後2019年1月にローン移籍の形でユース時代を過ごしたニュークビンFCに加入。5月9日のヴィドーヴェIF戦でプロ初ゴールを記録。2019-20シーズンまでプレーし、デンマーク・ファーストディビジョン (2部リーグ)で23試合6ゴールを記録した。
2020年1月7日、リンビーBKと契約。2019-20シーズンは途中加入ながら9試合2ゴールを記録。翌2020-21シーズンは先発に定着。リーグ戦30試合4ゴールを記録し、チームの中心選手に成長した。
2021年7月9日、トリノFCと3年契約を締結したことが発表された。
2022年6月15日、SVダルムシュタット98に期限付き移籍。
2023年7月21日、SKブランに4年半契約で移籍した。